# Étagnac
Étagnac – miejscowość i gmina we Francji, w regionie Nowa Akwitania, w departamencie Charente.
Według danych na rok 1990 gminę zamieszkiwało 949 osób, a gęstość zaludnienia wynosiła 32 osób/km² (wśród 1467 gmin regionu Poitou-Charentes Étagnac plasuje się na 333. miejscu pod względem liczby ludności, natomiast pod względem powierzchni na miejscu 171.).